# Чрезвычайный посол (повесть)
«Чрезвычайный посол» — повесть (рассказ) Уильяма Голдинга, написанная в 1956 году. Действие повести происходит в «альтернативном» Древнем Риме и посвящено возможному изобретению в ту эпоху ключевых для человечества технологий (порох, паровой двигатель, книгопечатание) и их неоднозначному восприятию современниками. Повесть была также переработана в пьесу «Медная бабочка», поставленную в театре в 1958 году. 
Русский перевод Юрия Здоровова опубликован в 1984 году в журнале «Новый мир» и сборнике «Современная английская повесть».

## История
В 1956 году «Чрезвычайный посол» вошёл в фантастический сборник «Иногда, никогда» (Sometime, Never), включавший также рассказы Джона Уиндема и Мервина Пика.
Ещё раз он был опубликован в сборнике самого Голдинга «Бог-Скорпион: три коротких романа» (The Scorpion God: Three Short Novels), вместе с двумя другими повестями, «Клонк-клонк» и собственно «Бог-Скорпион».

## Сюжет
Действие происходит в Древнем Риме, где пожилой Император беседует со своим юным внуком Мамиллием, который, однако, больше интересуется поэзией и не стремится со временем занять трон деда. Их разговор прерывает появление посетителей из Александрии — бывшего библиотекаря Фанокла и его сестры Евфросинии, почти всё лицо которой закрыто. Фанокл рассказывает Императору о своих изобретениях и предлагает позволить ему осуществить свои замыслы, которые могут привести к тому, что жизнь всего человечества значительно изменится. Одно из его изобретений связано с паром: Фанокл придумал устройство в виде медного котла с клапаном, которое может приводить в движение корабль, и тогда не понадобятся десятки рабов с вёслами. Другое изобретение — «взрыватель» (способ «запереть молнию» и «выпустить» её на неприятеля, нанеся ему огромный урон. Император позволяет Фаноклу изготовить образцы этих изобретений, однако больше всего ему нравится пароварка для приготовления пищи, которую также предлагает ему Фанокл. Мамиллий между тем, почти не видя лица Евфросинии, влюбляется в неё.
Фанокл строит в бухте устройство для запуска ядра с взрывателем и к одному из кораблей приспособляет лопасти и паровой двигатель. Однако эксперименты прерываются, поскольку в бухту входят военные корабли Постумия — наследника Императора, который правит в отдалённой провинции и считает, что Мамиллий может тайком занять его место на троне. Войска Постумия высаживаются в бухту, однако из-за жары и начавшегося на экспериментальном корабле Фанокла пожара флот Постумия сгорает, а затем взрывается и бомба, нанеся ущерб его армии. Позже оказывается, что взрыватель привела в действие сестра Фанокла.
Беседуя с Фаноклом, Император говорит ему, что догадывается, почему лицо его сестры всегда закрыто — у неё заячья губа. Фанокл говорит о преимуществах своих изобретений и о том, что они дадут рабам свободу, так как их труд больше не будет нужен. Он также рассказывает о своём третьем изобретении — печатном станке, с помощью которого можно будет растиражировать не только любые книги писателей, но и каждый сможет писать и печатать, что захочет. Понимая, что в случае таких радикальных изменений вреда может быть не меньше, чем пользы, Император решает избавиться от Фанокла и отправляет его послом в далёкий Китай.

## Пьеса по повести
В 1956 году с Голдингом связался известный актёр Аластер Сим, который предложил писателю сотрудничество в театре. Голдинг переработал для постановки свою повесть, назвал пьесу «Медная бабочка» (The Brass Butterfly); это был его первый и единственный опыт переноса своего произведения на сцену. Режиссёром спектакля стал сам Сим, который выступил и в главной роли Императора.
При переработе текста сюжет пришлось изменить: так, занимающее важное место в повести разрушение флота Постумия было невозможно изобразить непосредственно на сцене. Голдинг также усилил любовную линию, лишь намеченную в повести: в пьесе у Евфросинии нет заячьей губы, и в конце она выходит замуж за Мамиллия. К тому же в пьесе девушка изначально является христианкой, причём её муж также переходит в христианство, что позволяет Императору высказать мысль о том, что все религии одинаковы по сути, различается только их форма.
Премьера спектакля по пьесе состоялась в оксфордском «Новом Театре» 24 февраля 1958 года. Отзывы критиков были восторженными, и спектакль был также успешно показан в некоторых других провинциальных театрах. Однако столичная премьера 17 апреля в театре «Стренд» была уже не столь удачна — хотя часть критиков положительно отозвалась о спектакле, рецензии в газетах были в основном разгромными. Через месяц состоялся последний спектакль, на который Голдинг пришёл в чёрном галстуке.